# Rapid Reinforcement Concept
Das Rapid Reinforcement Concept (RRC) (Englisch Konzept für schnelle Verstärkungen) war ein Teil der NATO-Strategie Flexible Response und deren Teil Deliberate Escalation (englisch geplante Eskalation). Das Konzept beinhaltete eine schnelle Zuführung von Streitkräften aus den USA und Kanada nach Europa.
Die Verstärkungen aus Übersee sollten entweder durch Aufrechterhaltung der Abschreckung helfen, eine Krise zu bewältigen, oder bei Beginn von Kriegshandlungen in die Vorneverteidigung eingegliedert werden. Die Planung wurde praktisch in den REFORGER-Übungen und durch Aufstellung deutscher WHNS-Dienststellen umgesetzt.